# Giovanni Stewart, conte di Mar (1479-1503)
Giovanni Stewart, conte di Mar e Garioch (1479 – 11 marzo 1503), è stato un principe scozzese.

## Vita
Era il figlio terzogenito di re Giacomo III di Scozia e della regina Margherita di Danimarca, figlia del re danese Cristiano I.
Nel marzo 1486 venne insignito dal padre del titolo di conte di Mar e Garioch, insieme alla proprietà del castello di Kildrummy e delle terre intorno.
Poco si sa della sua vita. Dal 1490 divenne protetto di Alexander Home, II conte di Home, come compromesso dopo la sconfitta regia e la morte del padre alla battaglia di Sauchieburn, mentre dal 1493 venne affidato al priorato di Torphichen. Suo fratello maggiore, re Giacomo IV, assunse quindi la gestione delle proprietà di suo fratello Giovanni, in quanto ancora minorenne (come già aveva fatto per l'altro fratello Giacomo di Ross).
Giovanni andava d'accordo col fratello maggiore, a giudicare da vari resoconti di "occasionali partite reali a carte". La notizia della morte improvvisa di Giovanni, avvenuta nel marzo del 1503, raggiunse il re durante un viaggio nella zona del Galloway, e ne rimase molto addolorato. Giovanni non era sposato e non lasciava eredi illegittimi, quindi tutte le sue proprietà tornarono alla Corona.

## Ascendenza
|                                 |                       |                                | Genitori                                  |  |  | Nonni |  |  | Bisnonni            |  |  | Trisnonni             |  |
|                                 |                       |                                |                                           |  |  |       |  |  | Giacomo I di Scozia |  |  | Roberto III di Scozia |  |
|                                 |                       |                                |                                           |  |  |       |  |  | Giacomo I di Scozia |  |  | Roberto III di Scozia |  |
|                                 |                       | Annabella Drummond             |                                           |  |  |       |  |  | Giacomo I di Scozia |  |  |                       |  |
| Giacomo II di Scozia            |                       |                                |                                           |  |  |       |  |  | Giacomo I di Scozia |  |  |                       |  |
|                                 |                       | Giovanna Beaufort              | John Beaufort, I conte di Somerset        |  |  |       |  |  |                     |  |  |                       |  |
|                                 |                       | Giovanna Beaufort              | John Beaufort, I conte di Somerset        |  |  |       |  |  |                     |  |  |                       |  |
|                                 |                       | Giovanna Beaufort              | Margaret Holland                          |  |  |       |  |  |                     |  |  |                       |  |
| Giacomo III di Scozia           |                       | Giovanna Beaufort              |                                           |  |  |       |  |  |                     |  |  |                       |  |
|                                 |                       | Arnoldo di Egmond              | Giovanni II di Egmond                     |  |  |       |  |  |                     |  |  |                       |  |
|                                 |                       | Arnoldo di Egmond              | Giovanni II di Egmond                     |  |  |       |  |  |                     |  |  |                       |  |
|                                 |                       | Arnoldo di Egmond              | Maria di Arkel                            |  |  |       |  |  |                     |  |  |                       |  |
| Maria di Gheldria               |                       | Arnoldo di Egmond              |                                           |  |  |       |  |  |                     |  |  |                       |  |
|                                 |                       | Caterina di Kleve              | Adolfo I di Kleve                         |  |  |       |  |  |                     |  |  |                       |  |
|                                 |                       | Caterina di Kleve              | Adolfo I di Kleve                         |  |  |       |  |  |                     |  |  |                       |  |
|                                 |                       | Caterina di Kleve              | Maria di Borgogna                         |  |  |       |  |  |                     |  |  |                       |  |
| Giovanni Stewart, conte di Mar  |                       | Caterina di Kleve              |                                           |  |  |       |  |  |                     |  |  |                       |  |
|                                 | Dietrich di Oldenburg | Cristiano V di Oldenburg       |                                           |  |  |       |  |  |                     |  |  |                       |  |
|                                 | Dietrich di Oldenburg | Cristiano V di Oldenburg       |                                           |  |  |       |  |  |                     |  |  |                       |  |
|                                 | Dietrich di Oldenburg | Agnes di Holstein              |                                           |  |  |       |  |  |                     |  |  |                       |  |
| Cristiano I di Danimarca        | Dietrich di Oldenburg |                                |                                           |  |  |       |  |  |                     |  |  |                       |  |
|                                 |                       | Helvig di Schauenburg          | Gerardo IV, conte di Holstein             |  |  |       |  |  |                     |  |  |                       |  |
|                                 |                       | Helvig di Schauenburg          | Gerardo IV, conte di Holstein             |  |  |       |  |  |                     |  |  |                       |  |
|                                 |                       | Helvig di Schauenburg          | Caterina Elisabetta di Brunswick-Lüneburg |  |  |       |  |  |                     |  |  |                       |  |
| Margherita di Danimarca         |                       | Helvig di Schauenburg          |                                           |  |  |       |  |  |                     |  |  |                       |  |
|                                 |                       | Giovanni l'Alchimista          | Federico I di Brandeburgo                 |  |  |       |  |  |                     |  |  |                       |  |
|                                 |                       | Giovanni l'Alchimista          | Federico I di Brandeburgo                 |  |  |       |  |  |                     |  |  |                       |  |
|                                 |                       | Giovanni l'Alchimista          | Elisabetta di Baviera-Landshut            |  |  |       |  |  |                     |  |  |                       |  |
| Dorotea di Brandeburgo-Kulmbach |                       | Giovanni l'Alchimista          |                                           |  |  |       |  |  |                     |  |  |                       |  |
|                                 |                       | Barbara di Sassonia-Wittenberg | Rodolfo III di Sassonia-Wittenberg        |  |  |       |  |  |                     |  |  |                       |  |
|                                 |                       | Barbara di Sassonia-Wittenberg | Rodolfo III di Sassonia-Wittenberg        |  |  |       |  |  |                     |  |  |                       |  |
|                                 |                       | Barbara di Sassonia-Wittenberg | Barbara di Legnica                        |  |  |       |  |  |                     |  |  |                       |  |
|                                 |                       | Barbara di Sassonia-Wittenberg |                                           |  |  |       |  |  |                     |  |  |                       |  |